# Lifestyle (spel)

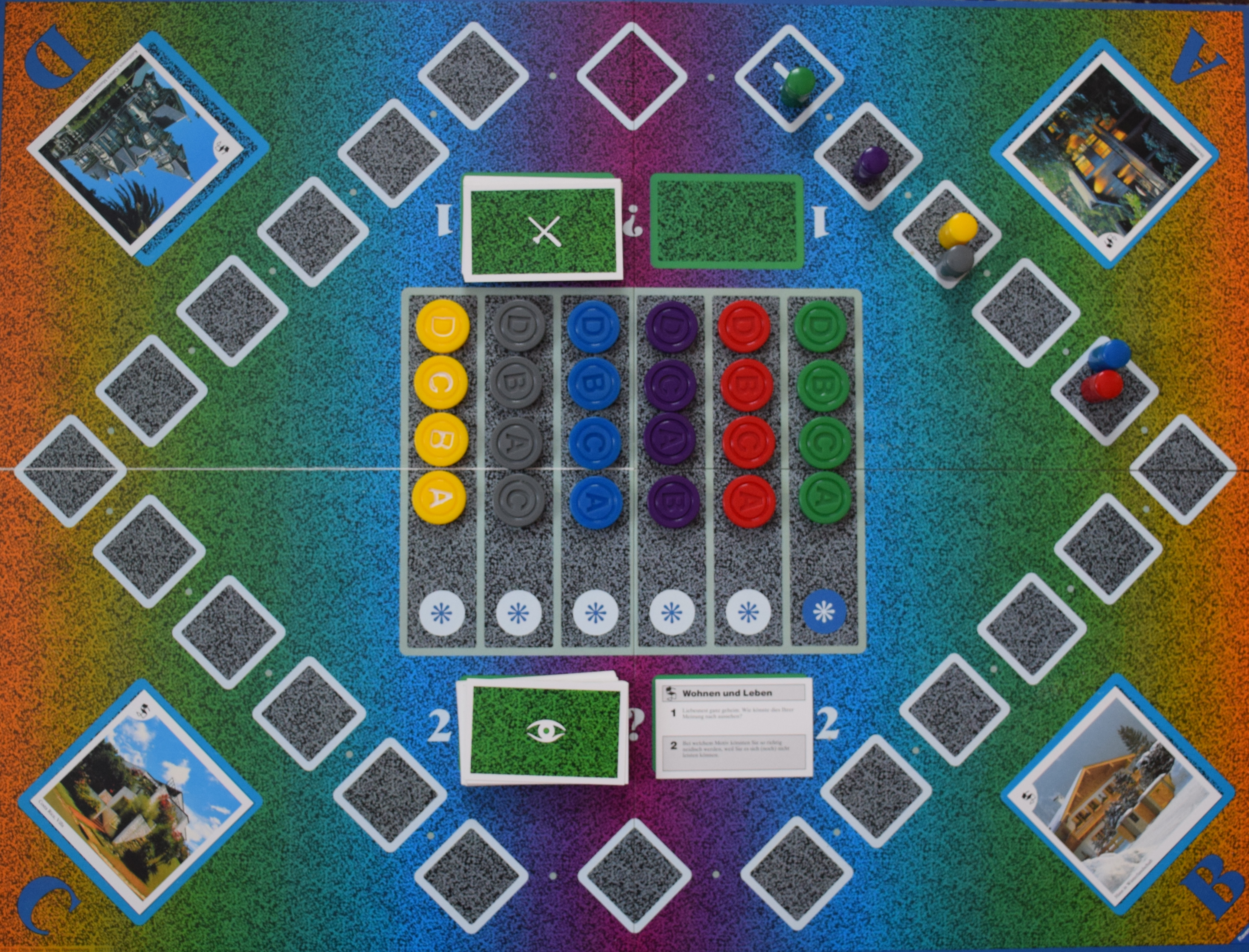

Lifestyle is een bordspel voor 3 tot 6 spelers van 16 tot 99 jaar uit 1989. Het spel is uitgegeven door Ravensburger.

## Doel van het spel
Het doel van het spel is de voorkeuren, meningen en gevoelens van de medespelers zo goed mogelijk in te schatten en zo punten te scoren. Elke correcte inschatting levert een punt op.

## Spelonderdelen
Lifestyle bestaat uit
- een  speelbord
- 6 speelfiguren
- 6 jokerstenen
- 24 waarderingsstenen: 4 stenen (A – B – C – D) in zes kleuren (geel, grijs, blauw, groen, rood en paars)
- 24 favorietstenen: 4 stenen (A – B – C – D) in de zes kleuren
- 36 dubbelzijdige fotokaartjes per categorie
  - vakantie
  - milieu
  - sport, spel en plezier
  - beroep en techniek
  - wonen en leven
  - situaties
  - culinair
- 72 vraagkaartjes met 144 vragen

## Spelverloop

### Voorbereiding
Voor het spel begint, krijgt elke speler een speelfiguur en vier waarderingstenen in dezelfde kleur. De speelfiguur wordt op het startveld op het speelbord geplaatst. De vraagkaartjes worden geschud en in twee stapels verdeeld. Elke stapel wordt dicht op de daartoe voorziene vraagvelden (vraagvelden 1 en 2) gelegd.

### Het spel
De eerste speler kiest van welk vraagveld (1 of 2) hij een vraag wil. Kiest hij voor een kaartje van stapel 1, dan wordt daarvan vraag 1 voorgelezen. Voor een kaartje van stapel 2 wordt vraag 2 voorgelezen. De speler zegt over welke categorie het gaat en leest de vraag voor. De kaart wordt dan open op het lege veld naast de stapel gelegd.
Vervolgens komen de fotokaartjes in het spel. De speler neemt vijf fotokaartjes van het gekozen thema uit de doos en legt deze zichtbaar voor alle spelers midden op het speelbord. Uit deze vijf kaarten kiest de speler er vier waarmee hij of zij wil spelen. De vijfde foto wordt weer in de doos gelegd. Vindt de speler dat de foto’s moeilijk bij de vraag passen, dan mag deze in overleg met de andere spelers er maximaal drie omdraaien om met de foto’s op de ommezijde te spelen. De uitgekozen foto’s worden vervolgens op de van een letter (A, B, C of D) voorziene fotovelden gelegd.
De speler geeft vervolgens een antwoord op de vraag door met zijn waarderingstenen zijn voorkeur aan te geven. Hij of zij legt dan zijn stenen op de waarderingslijst in het midden van het speelbord zonder dat de andere spelers de letters kunnen zien.
De andere spelers moeten nu raden wat de eerste speler heeft geantwoord. Daartoe leggen zij hun waarderingstenen op de waarderingslijst in het midden, in de volgorde waarvan zij denken dat die met die van de eerste speler overeenkomt.
Wanneer alle spelers hun stenen hebben gelegd, draaien zij een voor een hun stenen om en lichten zij toe waarom zij denken dat de eerste speler deze keuzes zou hebben gemaakt.

### Puntentelling
De eerste speler draait nu ook zijn stenen om en onthult daarmee zijn voorkeur. Hij legt ook uit waarom hij deze volgorde heeft gekozen. Iedere waarderingssteen van de andere spelers die met een waarderingssteen van de eerste speler overeenkomt, levert een punt op. De speelfiguren worden dan zoveel velden vooruit gezet als zij stenen juist hebben. Enkel de eerste speler kan in dit geval niet scoren en zijn speelfiguur blijft dus staan.
Daarmee is een ronde gespeeld, worden de fotokaartjes terug in de doos gelegd en wordt de speler links van de eerste speler de volgende kandidaat voor een vraag.

### Einde
Wanneer iedere speler eenmaal een vraag heeft beantwoord (in het geval van drie spelers tweemaal), wordt het spel beëindigd. De speler wiens speelfiguur op kop staat, heeft gewonnen. Liggen meerdere spelers op kop, dan hebben beide gewonnen. Het spel wordt ook beëindigd wanneer een speler over de finish komt.

### Spelregels voor gevorderden
Het spel voor gevorderden verloopt op dezelfde manier als hierboven uitgelegd. Er zijn echter een aantal regels die aan het basisspel worden toegevoegd. 
- Bij het spel voor gevorderden wordt ook met de favorietstenen gespeeld. Deze geven aan alle spelers, inclusief de speler die de vraag beantwoordt, de kans om sneller vooruit te komen. Met de favorietstenen kunnen alle spelers de gestelde vraag ook voor zichzelf beantwoorden. Ieder laat met de favorietsteen ook zijn voorkeur zien. Dit levert een extra punt op wanneer de favorietsteen met minstens een andere speler overeenkomt. Wanneer de favorietsteen met geen enkele andere speler overeenkomt, wordt er niet gescoord.

- Ook met de jokerstenen kan men ervoor zorgen dat men sneller vooruitkomt. De jokersteen mag ingezet worden, maar het is niet verplicht. Iedere speler, behalve diegene die de vraag beantwoordt, kan op een van zijn waarderingsstenen een jokersteen leggen. Hiermee laat de speler zien dat hij of zij zeer zeker is van de juistheid van zijn inschatting. Kan de steen met de jokersteen inderdaad overeen met het antwoord van de eerste speler, dan wordt een extra punt gescoord. Is het antwoord echter fout, dan wordt een punt afgetrokken.

## Prijzen
Lifestyle kreeg in 1990 een speciale Spiel des Jahresprijs voor het mooiste spel.